# Gartempe
 Gartempe  es una localidad y comuna de Francia, en la región de Lemosín, departamento de Creuse, en el distrito de Guéret y cantón de Saint-Vaury.
Su población en el censo de 1999 era de 132 habitantes.
Está integrada en la Communauté de communes de Guéret-Saint-Vaury.

## Demografía
| 148 | 188 | 165 | 157 | 124 | 132 |
| Para los censos de 1962 a 1999 la población legal corresponde a la población sin duplicidades (Fuente: INSEE [Consultar]) |     |     |     |     |     |